# Square et monument aux morts de Lamentin
Le square et monument aux morts de Lamentin est un ensemble comportant un square et un cénotaphe situé rue du Square à Lamentin en Guadeloupe.
Il a été érigé en 1932 en mémoire des soldats morts lors des combats de la Première Guerre mondiale, est inscrit aux monuments historiques en 2009 et classé le 8 juin 2017.

## Description
Le square et son monument aux morts sont édifiés par l'architecte Ali Tur en 1932. L'ensemble est composé de deux types de monuments commémoratifs : la stèle et l'obélisque. Il est inauguré par le maire de Lamentin Pierre Bouvrat en 1933.

## Histoire
Après le passage de l'ouragan Okeechobee qui dévaste l'intégralité du Lamentin, Ali Tur réaménage entièrement la place centrale de la ville ce qui constitue l'ensemble moderniste le plus cohérent de la Guadeloupe. La place rectangulaire comporte un monument aux morts et est bordée par l'église, le groupe scolaire, le presbytère, l'hôtel de ville et la justice de paix. Dans deux rues proches, Ali Tur construit un marché et une chambre mortuaire.
Le monument aux morts est établi en 1932-1933 en gradin rythmé par des poteaux en béton de hauteur évolutive dominée par un large poteau central formant une stèle surmontée d'une croix en béton. Un lettrage Art déco est moulé dans le béton.
Des palmiers royaux sont plantés dans la cour du Groupe scolaire en symétrie des poteaux en béton du monument aux morts.